# وصول شمسي
الوصول الشمسي هو قدرة عقار ما على الاستمرار في تلقي أشعة الشمس عبر خطوط العقارات دون أية إعاقة من العقارات الأخرى (مباني أو أوراق الشجر أو عائق آخر). يُحسب الوصول الشمسي باستخدام مخطط مسار الشمس. الشمس مصدر رؤيتنا وطاقتنا. تبلغنا تحركاتها عن إدراكنا للوقت والمكان. الوصول إلى الشمس ضروري للحفاظ على الطاقة ولجودة حياتنا.
يختلف الوصول الشمسي عن حقوق الطاقة الشمسية أو الارتفاق الشمسي، والمقصود بشكل خاص لأشعة الشمس المباشرة لأنظمة الطاقة الشمسية، في حين أن الوصول الشمسي هو حق في ضوء الشمس على واجهات بناء معينة بغض النظر عن وجود أنظمة طاقة شمسية نشطة أو خاملة.

## تاريخ
أحد الأمثلة التاريخية للوصول الشمسي هو الأضواء القديمة، وهو مبدأ يستند إلى القانون الإنجليزي والذي يشير إلى الارتفاق السلبي الذي يمنع صاحب أو مستأجر مبنى مجاور من بناء أو وضع أي شيء على أرضه له تأثير على عرقلة ضوء المبنى المهيمن. في القانون العام، أي نافذة في ملكية شخص ما يدخلها الضوء منذ زمن طويل جداً تخضع لقانون عرفي ممعن في القدم، شعاع الضوء يصبح «ضوءاً قديماً» يحميه القانون من المضايقة. أُنشئ قانون التقادم عام 1832. يشترط أن:
«عندما يتمتع أي مبنى بوصول واستخدام الضوء لمدة 20 عاماً كاملاً دون انقطاع، يعتبر ذلك الضوء حقاً مطلقاً غير قابل للتقادم، بصرف النظر عن أي استخدام محلي أو عرف يتعارض مع ما قيل للتو، ما لم يظهر أنه تمتع به بموافقة ما أو اتفاق، قدِم أو مُنح صراحة لهذا الغرض عن طريق الفعل أو الكتابة...»

## الوصول الشمسي في التخطيط الحضري
الهدف من استخدام الوصول الشمسي في التخطيط الحضري هو إنشاء مناطق حضرية مصممة تصميماً جيداً تضمن تعرض واجهات المباني والأماكن العامة لأشعة الشمس خلال الفترة المرغوبة من السنة. ربما تسبب المناطق الحضرية التي لا تتعرض للوصول الشمسي في حدوث إزعاج داخل المباني وفي الشارع، بالإضافة إلى زيادة استهلاك الطاقة للإضاءة والتدفئة، بسبب نقص الطاقة الشمسية السلبية. من ناحية أخرى، ونتيجة لذلك قد تنخفض الحرارة الشمسية في المباني التي لا تتعرض للوصول الشمسي وبالتالي تقلل حمل التبريد.

### الغلاف الشمسي
الغلاف الشمسي هو بناء الزمكان. تُحدد حدوده المكانية بخصائص حجم الأرض وشكلها واتجاهها وتضاريسها ودوائر العرض ومحيطها. تُحدد حدوده الزمنية حسب ساعات اليوم وفصول السنة والفاصل الزمني. اقترِح الغلاف الشمسي لأول مرة من قبل رالف لويس نولز عام 1976 كوسيلة لتقسيم المناطق. إنه يضمن الوصول الشمسي إلى العقارات عن طريق تنظيم حدود البناء المستمدة من الحركة النسبية للشمس. لن تُظلل المباني داخل الغلاف الشمسي العقارات المجاورة خلال فترة زمنية محددة مسبقاُ، وعادةً تكون فترات استقبال الطاقة حرجة خلال العام. يعرض الغلاف الشمسي أقصى ارتفاعات للمباني التي لا تنتهك الوصول الشمسي لأي مباني حالية خلال فترة محددة من السنة. الغلاف الشمسي وسيلة لضمان الوصول الشمسي في المناطق الحضرية من أجل كل من الطاقة ونوعية الحياة.
طُوِّر مفهوم الغلاف الشمسي لأول مرة في عام 1969. طُوِّر كإطار للعمارة والتصميم الحضري في جامعة جنوب كاليفورنيا. الهدف من هذه الدراسة تحسين نوعية البيئة الحضرية من خلال تصميم المباني التي تولي اهتماماً للاتجاهات. أجرى رالف إل. نولز بحثًا لتطوير مفهوم الغلاف الشمسي كسياسة عامة لتقسيم المناطق في عام 1976. نُشرت نتائج هذا البحث لأول مرة في مقال بعنوان الطاقة الشمسية والبناء والقانون بمساعدة قسم التخطيط في مدينة لوس أنجلوس. في عام 1977 ولاختبار مفهوم الغلاف الشمسي كآلية تقسيم، انضم ريتشارد دي بيري مع نولز لتوجيه طلاب الهندسة المعمارية لتصميم المباني داخل الأغلفة الشمسية بناءً على افتراض تقسيم المناطق الشمسية على مواقع حضرية حقيقية في لوس أنجلوس.

### سوابق
كان أول تطبيق لفكرة الوصول الشمسي في الولايات المتحدة نحو القرن العاشر. في أكوما وعلى بعد 50 ميلاً إلى الغرب من ألبوكيرك الحديثة في نيو مكسيكو، وتقل صفوف منازلها إلى الجنوب. بنيت تلك المنازل لمناخ الصحراء. الشمس ذات الزاوية المنخفضة في الشتاء مرحب بها والشمس الصيفية ذات الزاوية العالية غير مطلوبة. لا تُظلِّل المنازل بعضها البعض خلال فصل الشتاء. هذه العلاقة الحرجة بين ارتفاع المبنى ومنطقة الظل أدت إلى نشوء مفهوم الغلاف الشمسي.

### الخلفية القانونية
القانون الأكثر شيوعاً المستشهد به خارج الولايات المتحدة هو مبدأ الأضواء الإنجليزية القديمة، ولكن توجد مشاكل في تطبيقه في المجتمع الحديث. تقريباً، ينص المبدأ على أنه في غضون 20 عاماً إذا لم يظلل أحد عقاراتك، فلن يتمكن من فعل ذلك الآن. ومع ذلك أُنكِر هذا المبدأ مراراً وتكراراً في المحاكم الأمريكية.
استخدِم مبدأ المخصصات المسبق لقانون المياه بالولايات المتحدة، والذي طُوِّر أثناء الاستيطان الغربي. على غرار مبدأ الأضواء القديمة، تنص حقوق مخصصات المياه المسبقة على أن الشخص الأول الذي يأخذ المياه «للاستخدام المفيد»، مثل الاستخدام الزراعي أو المنزلي، له الحق في الاستمرار في استخدام نفس الكمية من المياه للغرض نفسه. ببساطة: «من يصل إلى هناك أولاً، يحصل على أكثر».
توفر لوائح تقسيم المناطق أساساً لتنظيم حقوق الطاقة الشمسية. نظراً لأن من غير المرجح أن يتغير نوع البناء داخل منطقة تقسيم المناطق، فإن الإدارات المحلية لا يتعين عليها التعامل مع تعقيد أنواع المباني المختلفة عند ضمان حقوق الطاقة الشمسية لكل عقار.

### بناء الزمكان
الغلاف الشمسي هو بناء الزمكان. من ناحية المساحة، يضمن الغلاف الشمسي الوصول الشمسي إلى العقارات المحيطة. يُحدد الغلاف الشمسي أسوار الظل التي تتجنب الظل غير المقبول وراء خطوط الممتلكات عن طريق الحد من حجم المبنى في الموقع. يؤمن الغلاف الشمسي أيضاً أكبر حجم محتمل ضمن القيود الزمنية، والمعروف أيضاً باسم أوقات التوقف. في غضون القيد الزمني، على سبيل المثال من 9 صباحاً إلى 5 مساءً في فصل الشتاء ومن 7 صباحاً إلى 7 مساءً في الصيف، يحدد الغلاف الشمسي أكبر حجم لظلال المبنى الملقاة خارج الموقع والتي يمكن تجنبها. مع زيادة فترات الوصول الشمسي المؤكدة، سينخفض حجم الغلاف الشمسي. خلال فصل الشتاء، بسبب انخفاض زاوية الشمس، يكون لزيادة وقت التوقف تأثيراً أكبر على حجم الغلاف الشمسي مقارنةً بوقت الصيف عندما تكون زاوية الشمس عاليةً.

### إنشاء الغلاف الشمسي
يمكن إنشاء غلاف شمسي لأي قطعة أرض خلال أي فاصل زمني باستخدام الطرق التالية: هيليدون (آلة محاكاة الشمس) أو الهندسة الوصفية أو برامج الكمبيوتر (مثل أوتوديسك ريفيت وديفا لغراسهبر في راينو). يمكن استخدام هيليدون لتحديد زاوية السمت الشمسي وزاوية الارتفاع الشمسية لأي وقتٍ محددٍ بإعطاء الموقع ومكانه واتجاهه. عادةً تُستخدم أربع نقاط زمنية حرجة لتحديد الغلاف الشمسي: فترة التوقف صباحاً وبعد الظهر خلال الانقلاب الصيفي والشتوي. إذا عُرِفت المعلومات المتعلقة بالمواقع الشمسية وهندسة الموقع، فيمكن حساب الغلاف الشمسي مباشرةً باستخدام علم المثلثات. يمكن أن يكون برنامج الكمبيوتر الحالي أسهل وأسرع طريقة لحساب الغلاف الشمسي باستخدام نفس المبدأ المستخدم في طريقة هيليدون.

### التأثير على تصميم المبنى
عندما يُطلب التصميم داخل الغلاف الشمسي، يفضل المصممون بشكل طبيعي سمات معمارية محددة. تميل المباني التجارية المصممة داخل الغلاف الشمسي إلى أن تكون قصيرة ومسطحة من أن تكون رقيقة وطويلة. غالباً تُفضل المصطبات والأفنية للاستفادة المثلى من حجم الغلاف. النهج العملي لتطبيق الغلاف الشمسي على تنظيم المناطق هو مطالبة المطورين أو مالكي العقارات بتوفير وصف للغلاف الشمسي مع مسح الأرض العادي قبل إعداد الرسومات الإنشائية وحفظ تراخيص البناء. ستُدقق المطابقة من قبل إدارات بناء المدينة.